# Andromeda (constelație)
Andromeda este o constelație numită după prințesa Andromeda din mitologia greacă. Este bine cunoscută datorită Galaxiei Andromeda pe care o conține.

## Descriere și localizare

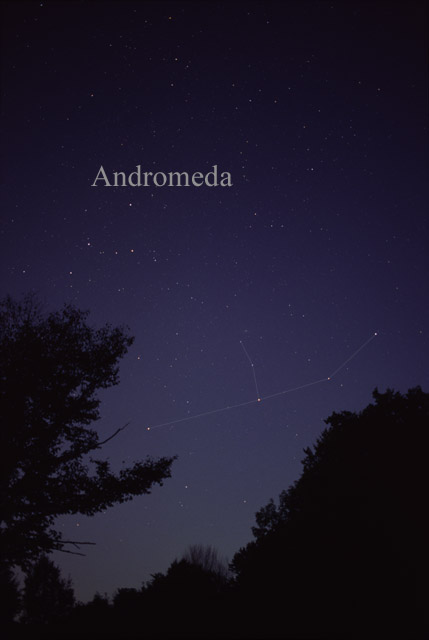
Constelația Andromeda așa cum apare ea ochiului liber. Pentru identificarea mai ușoară au fost trasate linii.

## Mitologie
Andromeda, fiica lui Cepheus, regele Aethiopiei. Fiindcă mama ei, pe nume Cassiopea, își atrăsese mânia zeilor pretinzând că e mai frumoasă decât nereidele, Poseidon a trimis un monstru marin ca să pustiască țara. Oracolul a prezis că păcatul Casiopeei poate fi ispășit numai de către Andromeda. Silit de etiopieni, Cepheus și-a sacrificat fiica: el a înlănțuit-o de o stâncă, lăsând-o acolo pradă monstrului. Andromeda e salvată însă de Perseus, la întoarcerea acestuia după izbânda repurtată asupra Meduzei. Cucerit de frumusețea fetei, Perseus împietrește monstrul arătându-i chipul Meduzei, dupa care o ia cu el pe Andromeda și o duce în Argos.

## Obiecte cerești

### Stele
Cea mai strălucitoare stea din constelație este Alpheratz, care corespunde capului Andromedei. Înainte, această stea a fost considerată drept stea comună a constelațiilor Pegas și Andromeda. Împreună cu α, β și γ Pegasi ea formează un asterism foarte cunoscut, numit și Marele Patrat al lui Pegas. β Andromedae se mai numește Mirach și este la fel de strălucitoare ca și Alpheratz.
μ Andromedae posedă un sistem planetar, din care se cunosc trei planete, care au o masă de 0,71, 2,11 și 4,61 de ori masa lui Jupiter, cea mai mare planetă din sistemul nostru solar.

### Obiecte cerești îndepărtate
Cea mai faimoasă galaxie este M31, Galaxia Andromeda, unul dintre obiectele cerești cele mai îndepărtate de Pământ care este încă vizibil cu ochiul liber. Este o galaxie spirală uriașă, asemănătoare cu galaxia noastră, Calea Lactee. Pentru a găsi galaxia pe cer, trasați o linie imaginară între β și μ Andromedae și extindeți linia cu încă o dată aceeași distanță de steaua μ.
Coordonate:  00h 46m 00s, +37° 00′ 00″